# Wielki Jubileusz Roku 2000

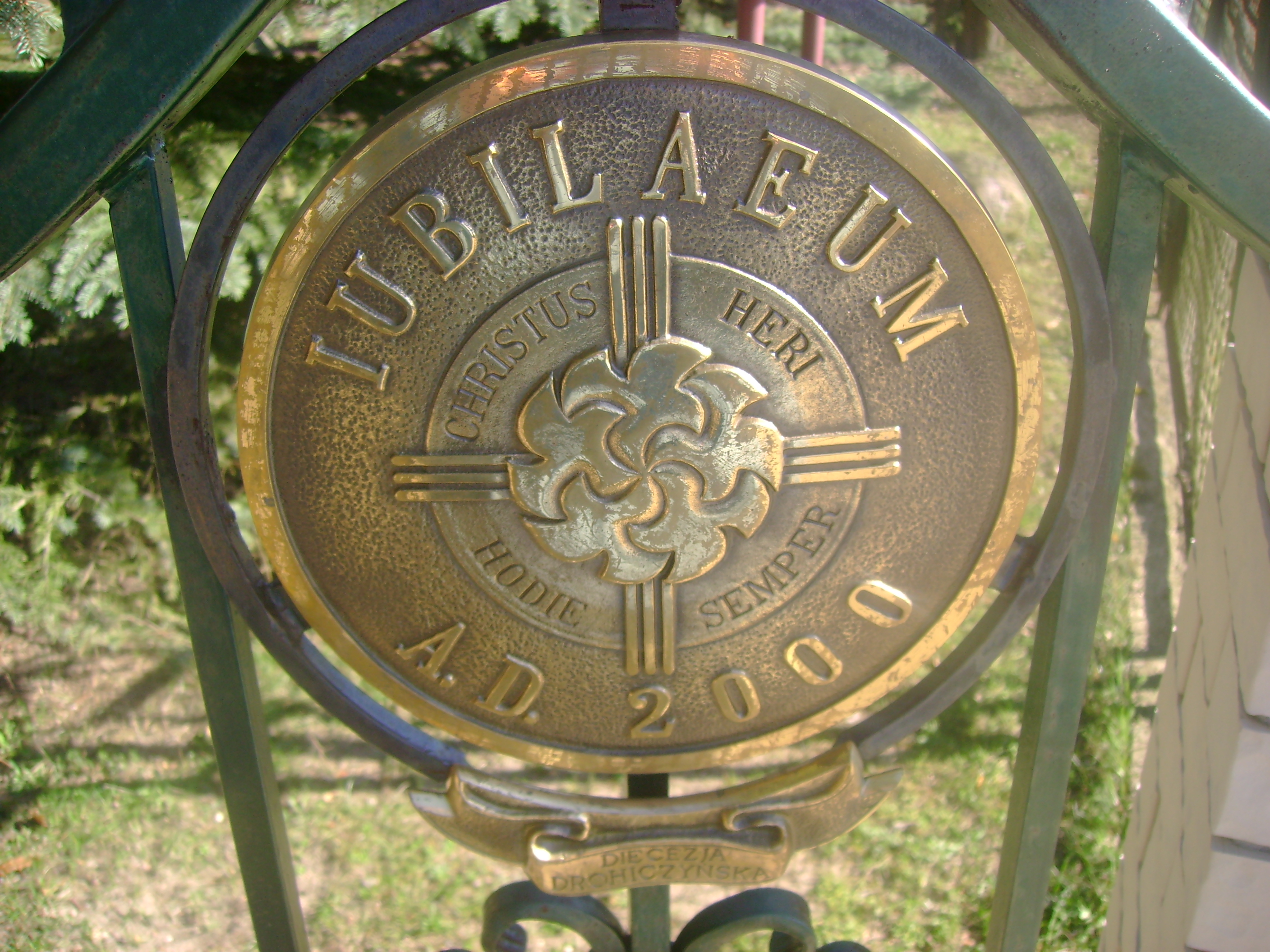
Jubileusz A.D. 2000

Wielki Jubileusz Roku 2000 – obchody wejścia Kościoła katolickiego w III tysiąclecie, zainicjowane przez Jana Pawła II jako Rok Jubileuszowy. Trwały od 24 grudnia 1999 do 6 stycznia 2001. W latach 1996–2000 przewodniczącym Krajowego Komitetu Organizacji Wielkiego Jubileuszu Roku 2000 był arcybiskup gnieźnieński Henryk Muszyński.
Symbol Wielkiego Jubileuszu Roku 2000 stanowi wyrażenie powszechności orędzia chrześcijańskiego. W okrągłe pole został wpisany krzyż, który jednoczy pięć kontynentów, przedstawionych jako pięć różnobarwnych gołębi. Gołębie stykają się ze sobą symbolizując jedność i braterstwo, a ich barwy oznaczają radość i pokój. Niebieskie pola oznacza wcielenie Syna Bożego, który stał się człowiekiem za sprawą Ducha Świętego w łonie Dziewicy Maryi. W centrum krzyża widoczne jest światło ukazujące Jezusa Chrystusa (CHRISTUS), jedynego Zbawiciela ludzkości wczoraj (HERI), dziś (HODIE) i na wieki (SEMPER).

## Pomniki i upamiętnienia
- Krzyż Milenijny w Gdańsku
- Krzyż Milenijny w Trzebini
- Krzyż Milenijny w Zagórzu
- Park Milenijny w Bydgoszczy
- Krzyż Jubileuszowy na Przełęczy Rędzińskiej
- Krzyż Milenijny w Nowym Targu

## Galeria

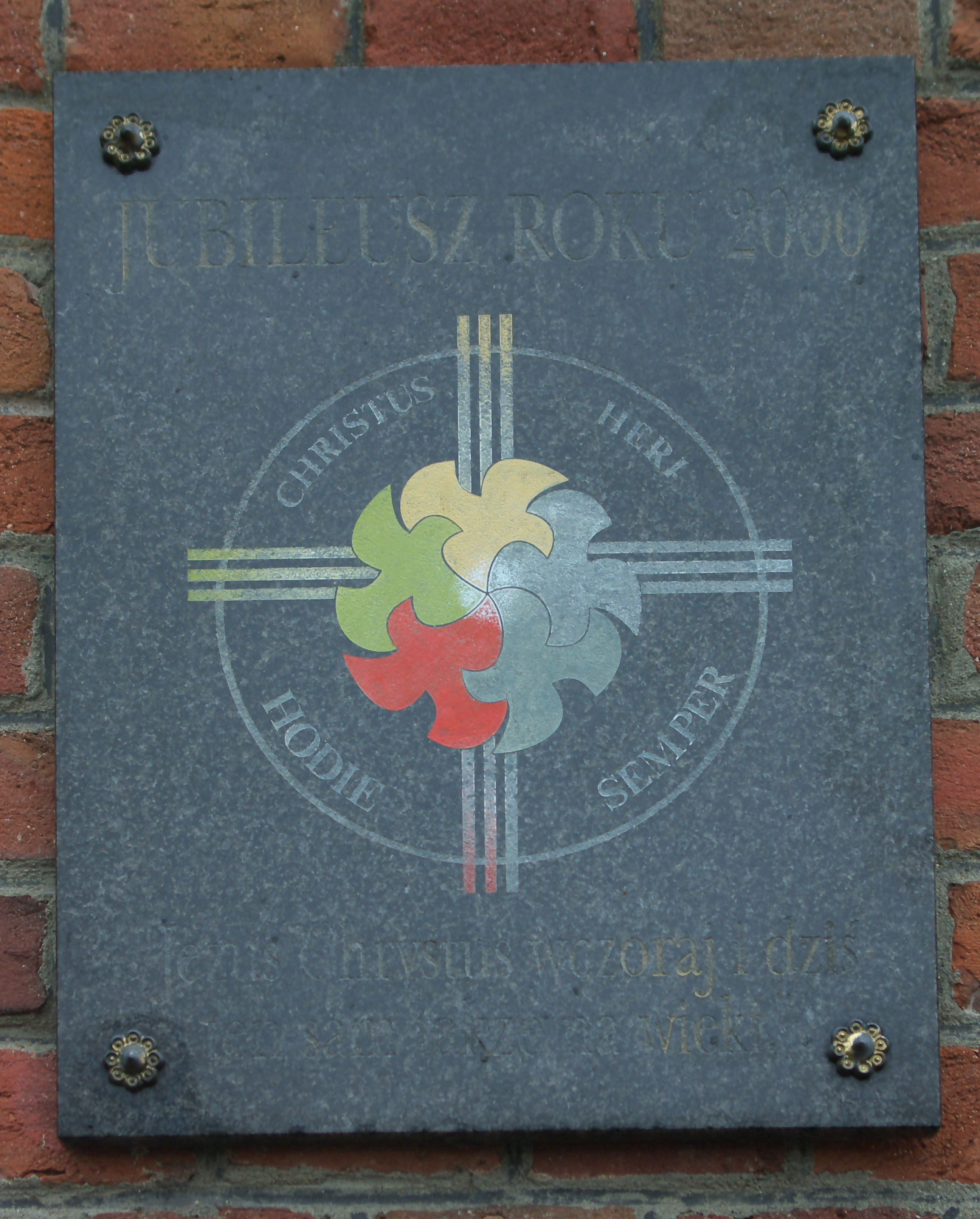
Grabownica Starzeńska, kościół św. Mikołaja Biskupa i św. Józefa
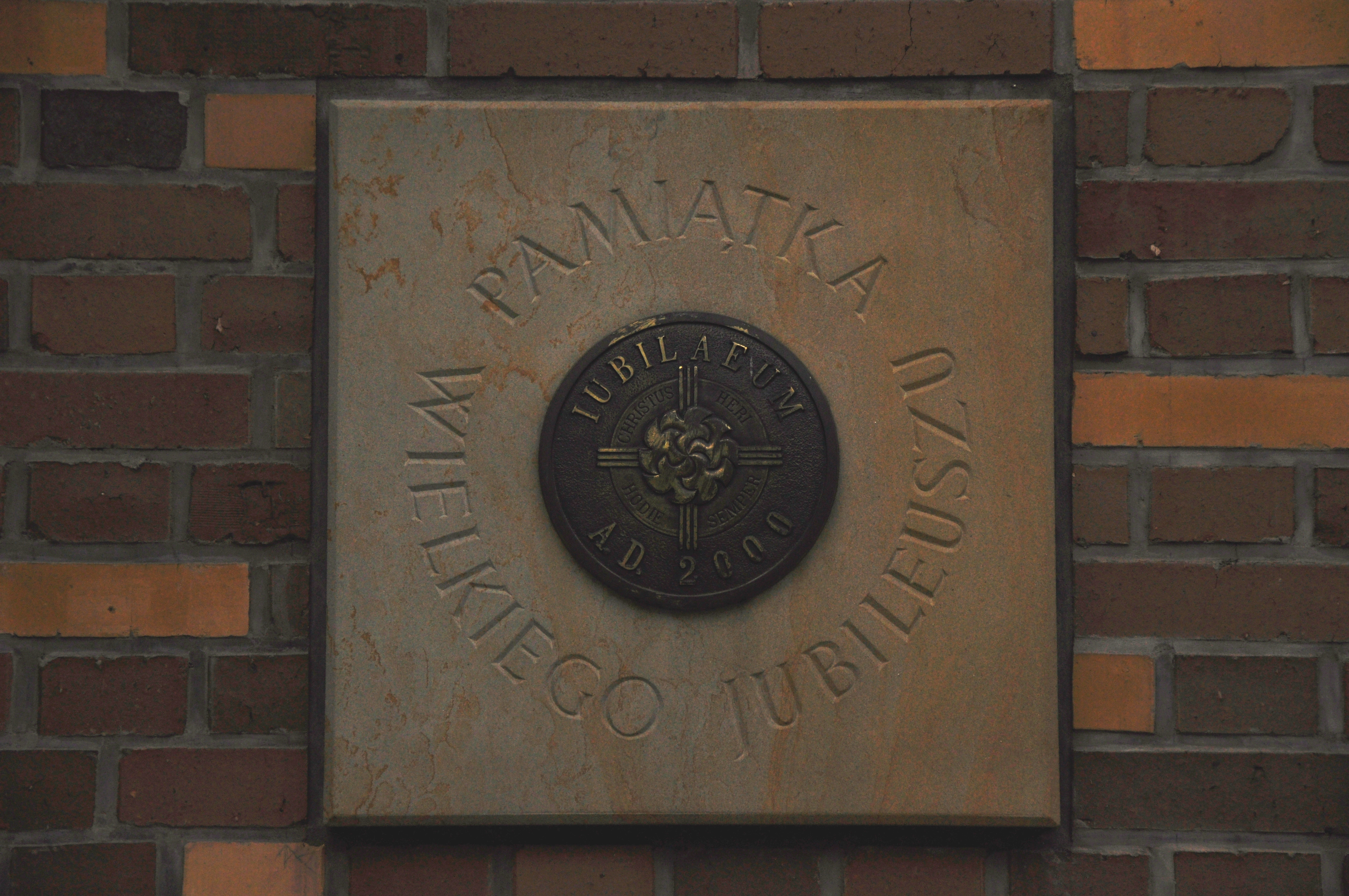
Warszawa, kościół św. Dominika
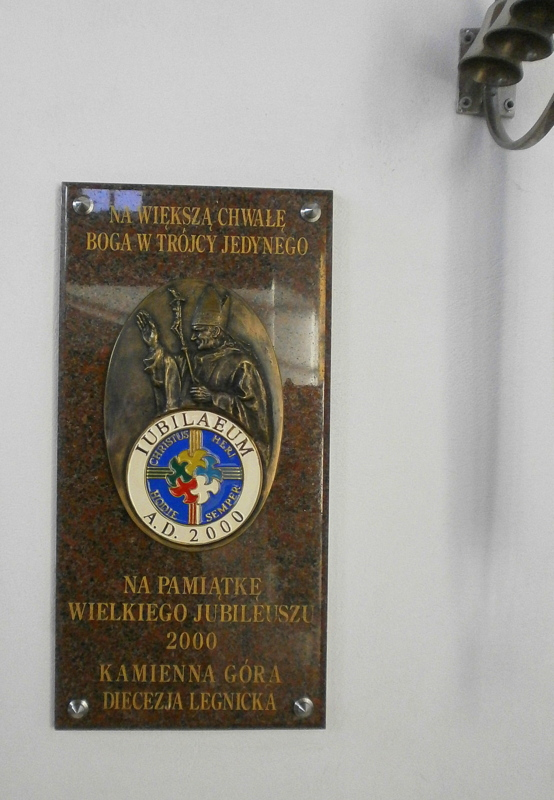
Kamienna Góra, kościół Najświętszego Serca Pana Jezusa
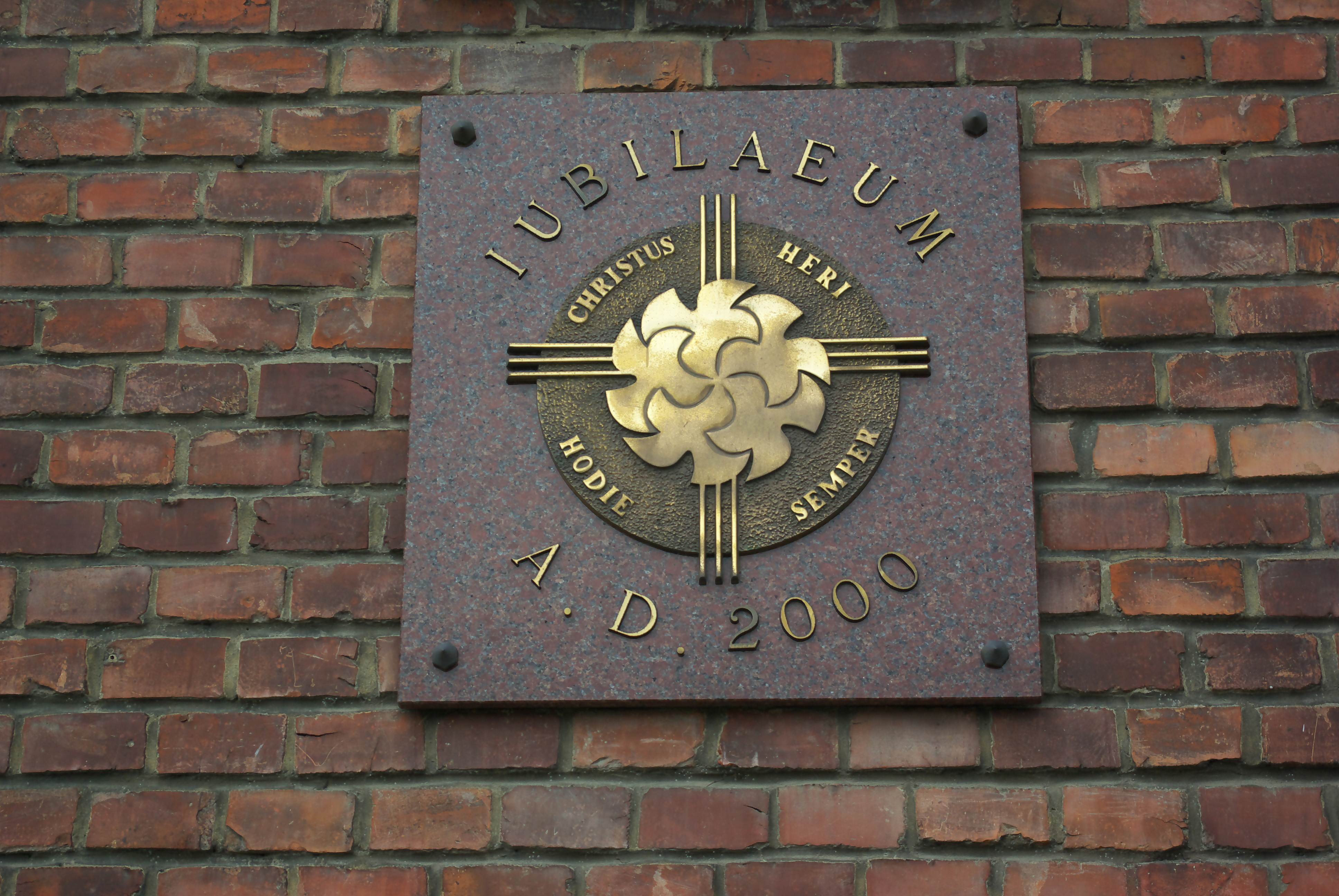
Sanok, kościół Najświętszego Serca Pana Jezusa
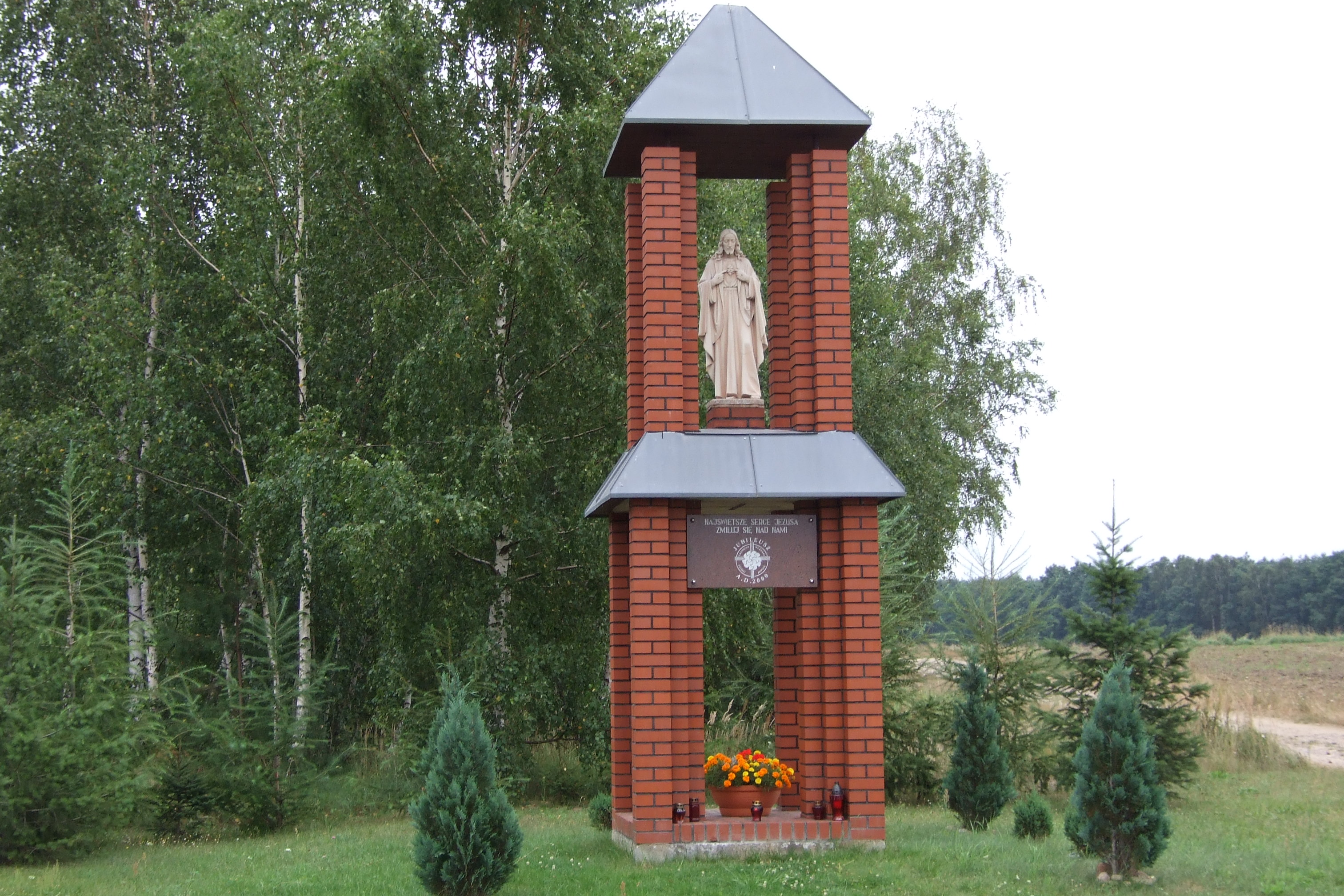
Boroszów, kaplica–wotum wdzięczności
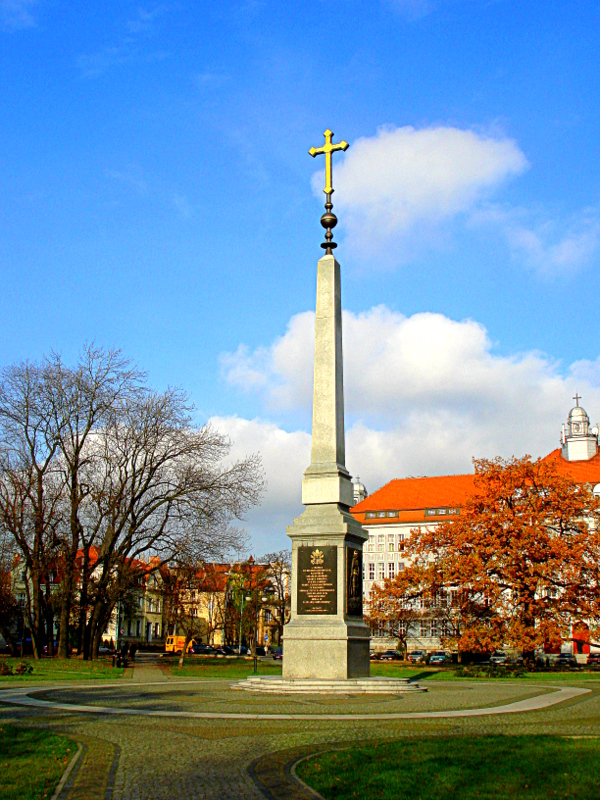
Legnica, plac Orląt Lwowskich, pomnik upamiętniający Jubileusz Roku 2000 i 760–lecie bitwy pod Legnicą
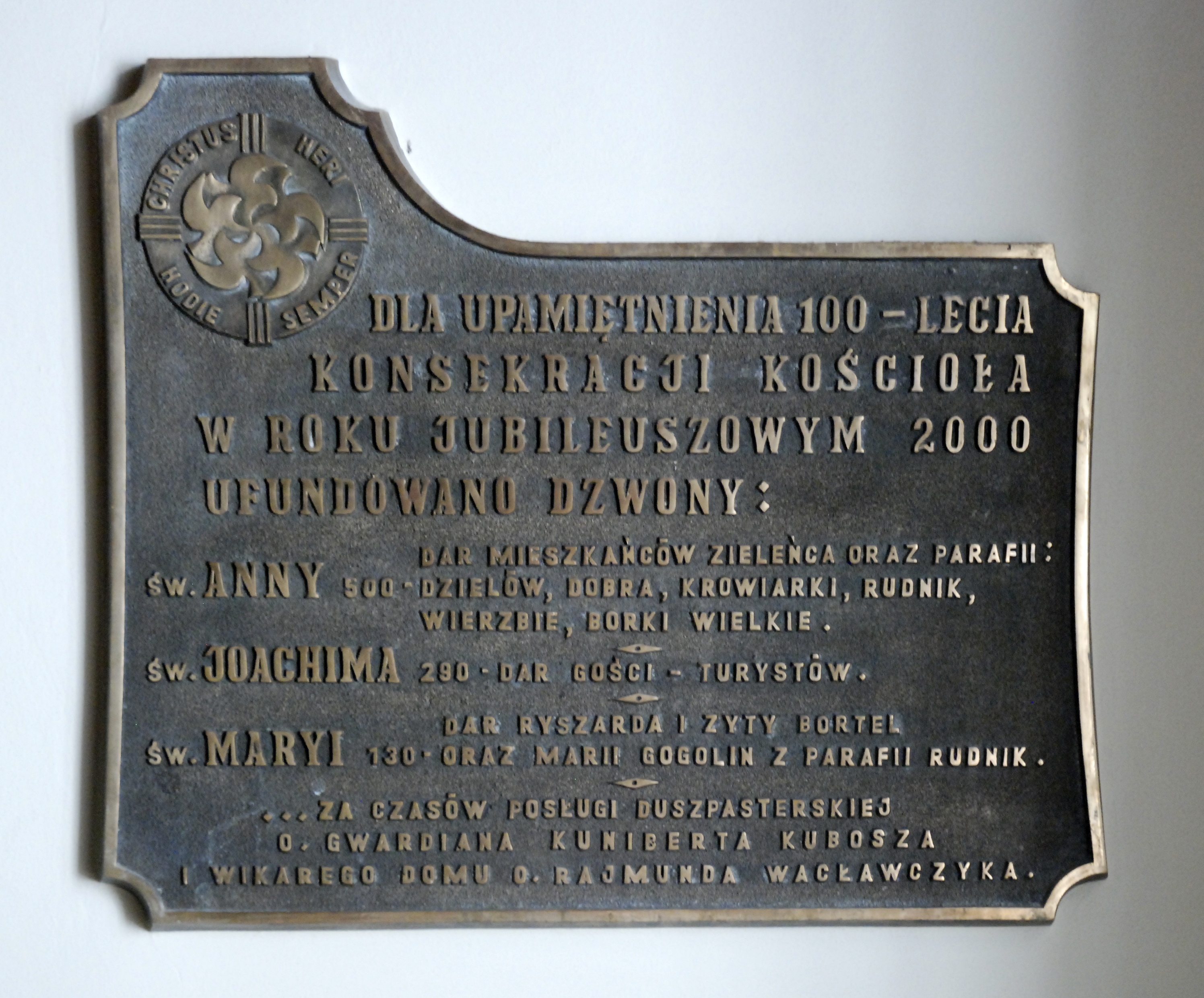
Kościół św. Anny w Zieleńcu
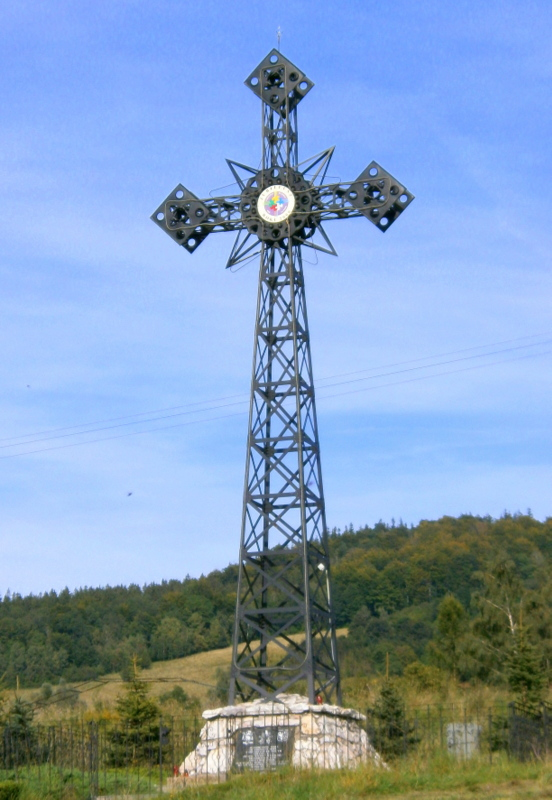
Krzyż milenijny w Wojcieszowie